# Pelle viva
Pelle viva è un film del 1962 diretto da Giuseppe Fina.

## Trama
Storia d'amore tra un operaio della bassa lombarda ed una ragazza madre pugliese sullo sfondo delle proteste degli operai pendolari tra la provincia ed il capoluogo.